# Hamamelis
Hamamelis (Gronov. ex L., 1753) è un genere di piante appartenente alla famiglia delle Hamamelidaceae, diffuso in Estremo Oriente ed America Settentrionale.

## Descrizione
Sono piante a foglie decidue, resistenti al freddo con abbondanti fioriture che sbocciano nei mesi invernali, con varietà di colori che vanno dal giallo al rosso, e petali lunghi a volte molto profumati. In autunno il fogliame assume colorazioni molto vivaci.

## Coltura
Predilige terreni neutri o acidi ricchi di sostanza organica, piuttosto umidi, e si piantano nei mesi di ottobre e novembre in posizioni ombreggiate o leggermente assolate.

## Tassonomia
All'interno del genere Hamamelis sono attualmente classificate 5 specie:
- Hamamelis japonica Siebold & Zucc.
- Hamamelis mollis Oliv.
- Hamamelis ovalis S.W.Leonard
- Hamamelis vernalis Sarg.
- Hamamelis virginiana L.